# Julius Kibiger

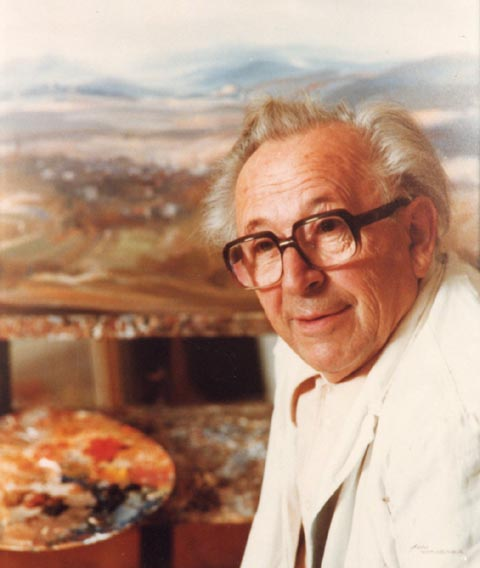
Julius Kibiger

Julius Kibiger (* 23. Mai 1903 in Feldberg; † 19. Februar 1983 in Müllheim) war ein deutscher Maler und Zeichner. Mit über 4000 Werken gilt er als einer der produktivsten Heimatmaler des Markgräflerlandes.

## Leben
Kibiger besuchte nach einer 1922 abgeschlossenen Malerlehre die Kunstgewerbeschule Basel. Aus wirtschaftlichen Gründen musste er die Ausbildung zum Kunstmaler abbrechen. Er war Schüler Hermann Daurs. 1925/26 unternahm er von Feldberg aus eine erste Studienreise durch Italien bis Sizilien. 1926 gründete er einen eigenen Malerbetrieb in Auggen. 1927 heiratete er Mina Kuhn aus Obereggenen. Von 1935 bis 1945 leistete er Wehrdienst als Maler und Zeichner. Bei Kriegsende kam er in französische Gefangenschaft, aus der er 1946 zurückkehrte.
An seinem Wohnort Auggen war Kibiger 1948 Gründungsmitglied und „Hebelvogt“ im Hebelbund Müllheim sowie in vielen anderen Vereinen aktiv. Zusammen mit dem damaligen Ortspfarrer Paul Stöcklin, war er 1949 Initiator des ersten Auggener Winzerfestes.
1952 erbaute er sich ein eigenes Atelier und wandte sich fortan deutlich der künstlerischen Tätigkeit zu. Neben Gemälden schuf er Wandbilder im Stil der Lüftlmalerei, und Sgraffiti. Seine erste Ausstellung hatte Kibiger 1953 im Hans-Thoma-Kunstmuseum in Bernau im Schwarzwald, der viele weitere folgten. In den 1960er Jahren bereiste Kibiger studienhalber Frankreich, Österreich, die Benelux-Länder, die Schweiz, erneut Italien, Spanien, England, den Balkan, Griechenland, die Türkei, Syrien, Jordanien, den Irak und Iran, Ägypten, das Nordkap und Afrika.

## Werke

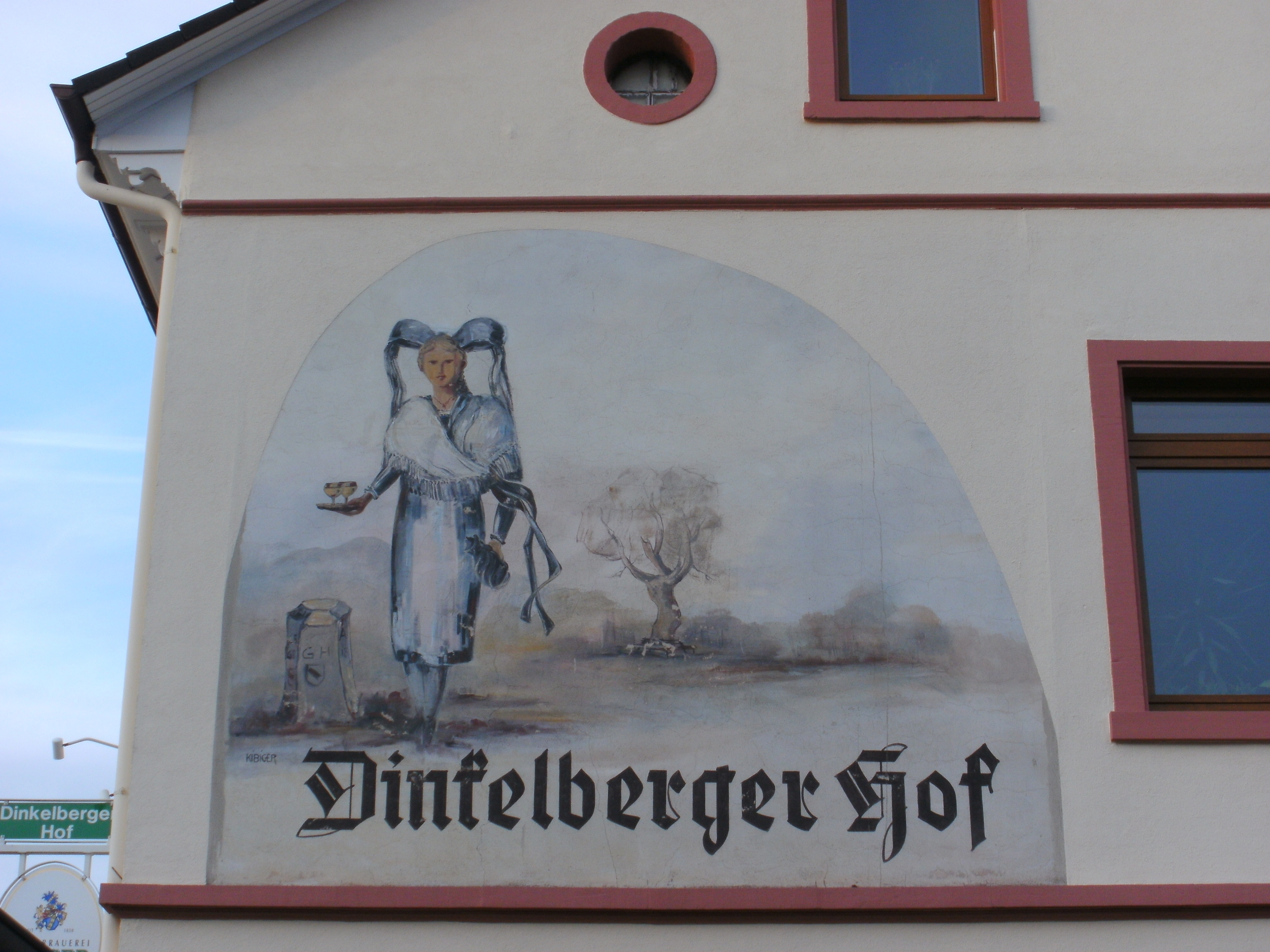
Fresko am Gasthaus „Dinkelberger Hof“ in Adelhausen, einem Ortsteil von Rheinfelden (Baden). Dargestellt ist eine Markgräflerin in Tracht mit Hörnerkappe.

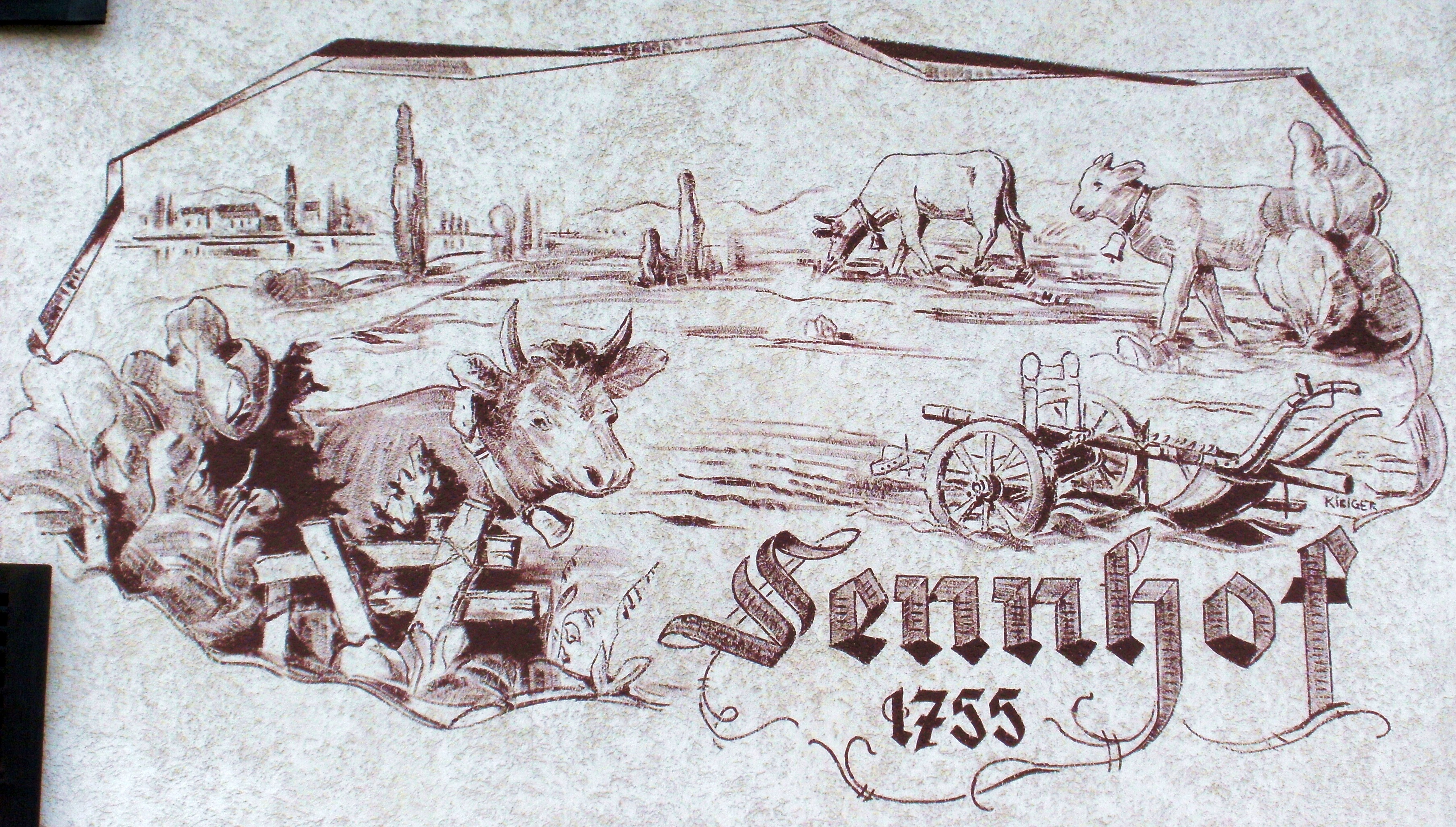
Fresko am „Sennhof“ im Ortsteil Warmbach von Rheinfelden (Baden).

### Beschreibung
Kibiger hinterließ ein umfangreiches Œuvre (über viertausend Werke), überwiegend Aquarell- und Ölgemälde, darunter oft Landschaften in impressionistischer Manier. Seine Motive fand Kibiger vorwiegend im Markgräflerland und Südschwarzwald. Aber auch Tuschezeichnungen und Skizzen mittelalterlicher Motive, Pastelle und Fresken an Hausfassaden gehören zu seinem Schaffen. Seine grafischen Arbeiten dienten mehrfach zur Illustration literarischer Publikationen diverser südbadischer Autoren.
Die Werke von Kibiger befinden sich heute vor allem in Privatbesitz, aber auch im Markgräfler Museum Müllheim und im Dreiländermuseum in Lörrach. 1988 gründete sich auf Initiative seiner Tochter im Markgräflerland ein loser „Freundeskreis Kibiger“, der sich dem Andenken an sein Leben und Werk durch Ausstellungen und Publikationen widmet.

### Illustrationen
Illustrationen von Kibiger finden sich unter anderem in:
- Karl Friedrich Müller (Hrsg.): Markgräfler Erzählungen: „Der Präzeptoratsvikari“, Johann Peter Hebels Lörracher Jahre. Erzählt von Hermann Albrecht. Badische Reihe, 1. Waldkircher Verlagsgesellschaft, Waldkirch 1980, ISBN 3-87885-048-4.
- Gertrud Albrecht: Anneli: Alemannische Gedichte und Geschichten in Markgräfler Mundart. Silberdistel-Reihe, Bd. 134, Schauenburg, Lahr/Schwarzwald 1978, ISBN 3-7946-0156-4.
- Fritz Gugelmeier: Bröckeli: alemannische Gedichte. Gemeindeverwaltung Auggen, Auggen 1977.
- Paul Sättele (Verf.), Gemeindeverwaltung Istein (Hrsg.): Markgräfler Trüübel: alemannische Gedichte. 2. Aufl., Rombach, Freiburg im Breisgau 1964.
- Albert Köbele, Arbeitskreis Dorfbuch Binzen–Rümmingen (Hrsg.): Ortssippenbuch der Gemeinden Binzen und Rümmingen, Landkreis Lörrach in Baden: herausgegeben zur 1200-Jahrfeier der beiden Nachbarorte Binzen und Rümmingen 767 – 1967. Deutsche Ortssippenbücher, Bd. 38 = Badische Ortssippenbücher, Bd. 18, Grafenhausen 1967.
- Eugen Eble (Verf.), Walter Bronner (Fotogr.): Ortssippenbuch Wittlingen, Landkreis Lörrach in Baden. Deutsche Ortssippenbücher, Bd. 35 = Badische Ortssippenbücher, Bd. 16, Grafenhausen 1966.
- Lotte Menge: 200 Jahre Apotheke Efringen-Kirchen: 1767–1967 – Festschrift. Kropf & Herz, Lörrach-Tumringen 1967.
- Paula Hollenweger: Us em Örgeli. Alemannische Gedichte. Selbstverlag, Müllheim 1975.

## Ehrungen
Kibiger erhielt viele Auszeichnungen, darunter:
- 1972: Silberne Verdienstmedaille der Gemeinde Auggen
- 1975: Johann-Peter-Hebel-Plakette der Gemeinde Hausen im Wiesental
- 1978: Bundesverdienstkreuz am Bande (bei der Verleihung bezeichnete der damalige Regierungspräsident Hermann Person Kibiger als „Patron des Markgräflerlandes“)
- 1978: Ehrenbürgerwürde der Gemeinde Auggen
- Benennung der Julius-Kibiger-Straße in Auggen
- Benennung der Julius-Kibiger-Straße in Müllheim
- 15. Juli 2011 Julius Kibiger Stube im Ochsen Feldberg durch Landesverein Badische Heimat
- 12. Juli, Eröffnung der Ausstellung „Julius Kibiger und Neuenburg am Rhein“ im Staufersaal des Stadthauses, aus Anlass des 45. Nepomukfest. Das erste Fest mit seinen „Historisch bemalten Lauben“ wurde von Julius Kibiger gestaltet und über Jahrzehnte betreut und die Bemalung der Lauben aufgefrischt.